# Jean de Bours
Jean de Bours, mort le 22 juin 1580, est un prélat français du XVIe siècle.

### Sources
- La France pontificale